# Pandemia de gripe de 1957-1959 en Chile
La pandemia de gripe H2N2, iniciada en China en febrero de 1957, llegó a Chile en julio de ese mismo año. Afectó al 21 % de la población chilena, y causó la muerte de entre 5400 y 8200 personas (1957 y 1957-59, respectivamente), aunque se ha magnificado recientemente en los medios en hasta 20 mil personas. En el invierno de 1959 hubo un rebrote de la enfermedad. Según algunos estudios, Chile fue uno de los países con mayor tasa de mortalidad dentro de Latinoamérica y el mundo por causa de la pandemia, con 9,8 fallecidos por cada 10 000 habitantes.

## Historia

### Brote de 1957
Los primeros casos de la denominada cepa «A Asia-57» o «A Japón-305» se dieron en el norte de Chile, durante la segunda semana de julio de 1957, en las provincias de Tarapacá y Antofagasta. Paralelamente, se identificó la influenza H2N2 en el puerto de Valparaíso, el 24 de julio de 1957, lo cual se atribuyó al ingreso de una embarcación de la Armada de los Estados Unidos, en cuya tripulación habría habido un brote de la enfermedad. Dos días más tarde se reportaron los primeros casos de influenza en Santiago, la capital del país.
La enfermedad se propagó de norte a sur, llegando a fines de septiembre de 1957 a la provincia de Magallanes, en el extremo austral del país. Los principales lugares afectados fueron los centros urbanos, incluyendo Antofagasta, Valparaíso, Santiago y Concepción.
El gobierno de Carlos Ibáñez del Campo formó el Comité de Influenza, encabezado por el salubrista Conrado Ristori. Según un informe de Ristori publicado en el Boletín de la Oficina Sanitaria Panamericana, hubo un «aumento anormal» de los fallecidos en Chile en comparación con un año sin pandemia; así en 1957 hubo 91 073 muertes (tasa de mortalidad de 13,7), frente a los 83 744 fallecidos de 1956 (12,8). Además, se vio un alza especial de las muertes en los meses de agosto y septiembre de 1957, lo cual se atribuye a la pandemia.

Si bien es cierto que la letalidad estimada de la influenza fue baja (0,15 %), el número absoluto de muertes fue bastante elevado por la gran proporción de personas que enfermaron en un corto lapso.
Conrado Ristori, 1959.

El estudio «Severe Mortality Impact of the 1957 Influenza Pandemic in Chile» estima que el exceso de mortalidad de la pandemia en Chile durante 1957 fue de 6,9 fallecidos por cada 10 mil habitantes.

### Rebrote de 1959
En el invierno de 1958 no hubo mayor reporte de casos. Sin embargo, hubo un rebrote de la enfermedad en el invierno de 1959, teniendo un exceso de mortalidad menor al brote de 1957, con un estimado de 5,1 fallecidos por cada 10 mil habitantes. Así, el impacto de mortalidad acumulado en Chile de la pandemia entre 1957 y 1959 fue de 12 fallecidos por cada 10 mil habitantes.